# Alex Clayton
Alex Clayton (* 23. November 1987 in Fort Lauderdale, Florida) ist ein ehemaliger US-amerikanischer Tennisspieler. 2005 gewann er die Junioren-Doppelkonkurrenz der US Open.

## Karriere
Clayton spielte bis 2005 auf der ITF Junior Tour. In der Jugend-Rangliste erreichte er seine höchsten kombinierte Platzierung von Rang 41 Mitte 2005. Im Einzel kam er bei keinem der Grand-Slam-Turnieren weiter als die zweite Runde. Im Doppel war er deutlich erfolgreicher. 2005 zog er ins Halbfinale der Australian Open ein. Bei der Trofeo Bonfiglio, das zur selben Kategorie gehört, erreichte er mit Donald Young das Finale. Mit demselben Partner gewann er sein letztes Junioren-Turnier, die US Open, gegen Carsten Ball und Thiemo de Bakker.
Bei den Profis spielte er, nach einem Turnier 2003, ab 2005 regelmäßig auf der ITF Future Tour. 2006 nahm er die beste Platzierung seiner Karriere in der Weltrangliste ein, die jeweils in den Top 800 lag. Im Einzel schaffte er es bei Future dreimal ins Halbfinale, während er im Doppel zweimal im Finale stand und davon eines gewann, was gleichzeitig seinen einziger Titel bedeutete. Auf der ATP Tour konnte er seine Wildcards im Einzel in Washington, D.C. und im Doppel in Delray Beach nicht zu einem Sieg nutzen. 2006 erhielt er eine Wildcard für das Doppel der US Open, wo er mit Young gegen die an 8 gesetzte Paarung aus Simon Aspelin und Todd Perry chancenlos blieb.
Von 2007 bis 2011 studierte er an der Stanford University. Währenddessen spielte er College Tennis, während er nur noch viermal bei einem Turnier der Profis antrat. Nach dem Studium entschied er sich gegen eine Profikarriere.